# ZOA Deutschland
Die ZOA Deutschland gGmbH ist eine internationale christliche Hilfsorganisation der Entwicklungszusammenarbeit und der Nothilfe mit Sitz in Bonn. Ihre Aufgabe ist es, Menschen zu unterstützen, die von Naturkatastrophen oder bewaffneten Konflikten betroffen sind. Gemeinsam mit den betroffenen Gemeinden arbeitet ZOA Deutschland in den Gebieten selbst am langfristig angelegten Wiederaufbau, zum Beispiel durch Einkommens- und Landwirtschaftsprojekte.
Im Jahr 2020 war ZOA Deutschland in 17 Ländern in Afrika, Asien, Lateinamerika und dem mittleren Osten tätig. Insgesamt gab die Organisation nahezu 60 Millionen Euro für Projektziele aus, von denen etwa 1,7 Millionen Begünstigte profitierten. Die Anzahl der Beschäftigten von ZOA weltweit beträgt 985 (Stand 2020).
Die ZOA Deutschland gGmbH ist seit 2021 Mitglied im deutschen Dachverband der entwicklungspolitischen Nichtregierungsorganisationen VENRO. Die Organisation bezeichnet sich als christlich motiviert, aber führt ihre Hilfe unabhängig von ihrer ethnischen Zugehörigkeit, Geschlecht, Herkunft, Religion oder Alter, durch.

## Ziele und Prinzipien
Die Aufgabe von ZOA Deutschland ist es, Menschen zu helfen, die unter bewaffneten Konflikten oder Naturkatastrophen leiden. Die Organisation führt Projekte in 15 Ländern auf drei Kontinenten durch (Stand 2022). Spezialisiert hat sie sich auf Flüchtlinge, Binnenflüchtlinge, Rückkehrende und aufnehmende Gemeinden. Die Organisation arbeitet nach dem Grundprinzip Hilfe zur Selbsthilfe. Sie unterstützt Menschen dabei, ihre Lebensgrundlage wieder aufzubauen und in stabilen Gemeinschaften friedlich zusammenzuleben. Da ursprüngliche Leitmotto lautete „Hilfe, Hoffnung und Wiederaufbau“.

## Geschichte

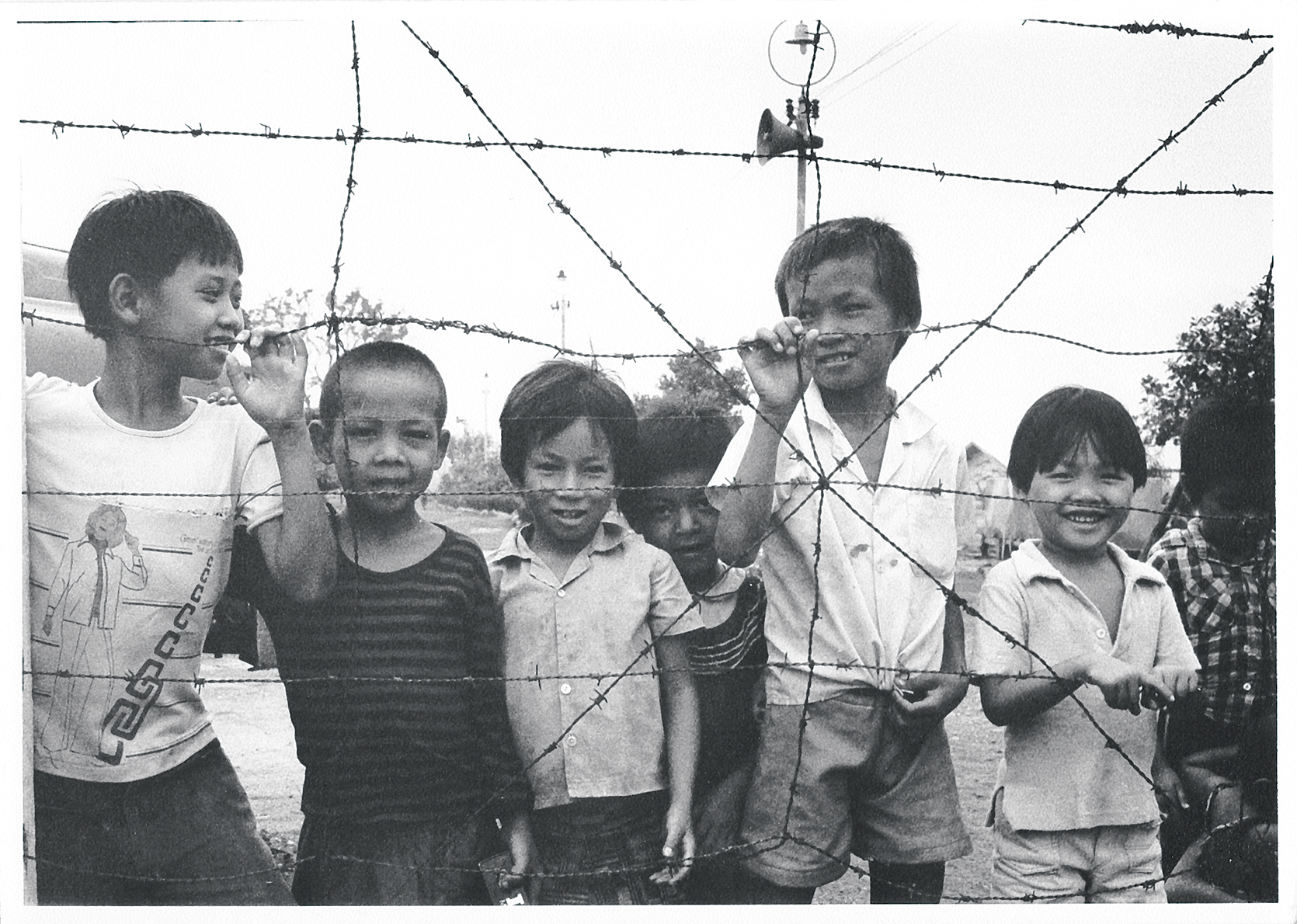
Vietnamesische Bootsflüchtlinge, die ursprüngliche Aufgabe von ZOA

ZOA Deutschland wurde am 25. September 2017 als gemeinnützige GmbH in Rheine gegründet. Seit 2018 befindet sich ihre Geschäftsstelle in Bonn-Niederkassel. Sie ist die Deutsche Tochtergesellschaft der „Stichting ZOA“, die im Jahr 1973 als Studentenbewegung mit einer Hilfskampagne für vietnamesische Bootsflüchtlinge in den Niederlanden begann und inzwischen zur internationalen Hilfsorganisation herangewachsen ist. Zusammen werden sie auch als internationale ZOA-Familie bezeichnet.

## Struktur
ZOA Deutschland setzt sich aus Mitarbeitenden verschiedener fachlicher Schwerpunkte zusammen, die für die Geschäftsführung und operative Management der Organisation verantwortlich sind. Geschäftsführer von ZOA Deutschland ist Dirk Gerlach. Oberstes Kontrollorgan der Organisation ist die Gesellschafterversammlung, die aus vier Gesellschaftern zusammengesetzt ist.
Die ZOA Deutschland gemeinnützige GmbH ist programmatisch mit der Stichting ZOA Niederlande verbunden, rechtlich jedoch unabhängig. Während die internationale Programmarbeit sowie das internationale Management von der Stichting ZOA Niederlande getragen wird, steht die ZOA Deutschland gGmbH im Kontakt mit Gebern in Deutschland.

## Finanzierung
Die ZOA Deutschland gGmbH finanziert sich ausschließlich durch Spenden und öffentliche Zuwendungen. Zu den Gebern im Jahr 2021 zählten das Bundesministerium für wirtschaftliche Zusammenarbeit und Entwicklung (BMZ), die Deutsche Gesellschaft für Internationale Zusammenarbeit (GIZ), die Schmitz Stiftungen, die EU-Kommission und das Auswärtige Amt.

## Aktivitäten
Neben der Nothilfe und Katastrophenhilfe unterstützt die ZOA Deutschland gGmbH Menschen in Entwicklungsländern in den Bereichen Ernährungssicherung, Trinkwasser und Hygiene (WASH), Bildung, Notunterkünfte und Friedensförderung. Zudem hat die Organisation eine Expertise im Bereich Landrecht und Agrarentwicklung aufgebaut. Häufig wird in den Projekten ein ganzheitlicher Ansatz verfolgt und mehrere Bereiche in den Projekten abgedeckt, um den Aufbau der Zivilgesellschaft und die Infrastruktur in Gemeinden langfristig zu verbessern.
Viele der Projekte von ZOA Deutschland unterstützen besonders gefährdete Personengruppen, wie etwa Kinder, Frauen oder Menschen mit Behinderungen. Bis 2021 führte ZOA Deutschland unter anderem in Afghanistan ein Projekt mit Frauenselbsthilfegruppen durch, das Frauen in ihrer Gemeinschaft die Möglichkeit zur Selbstständigkeit bot.

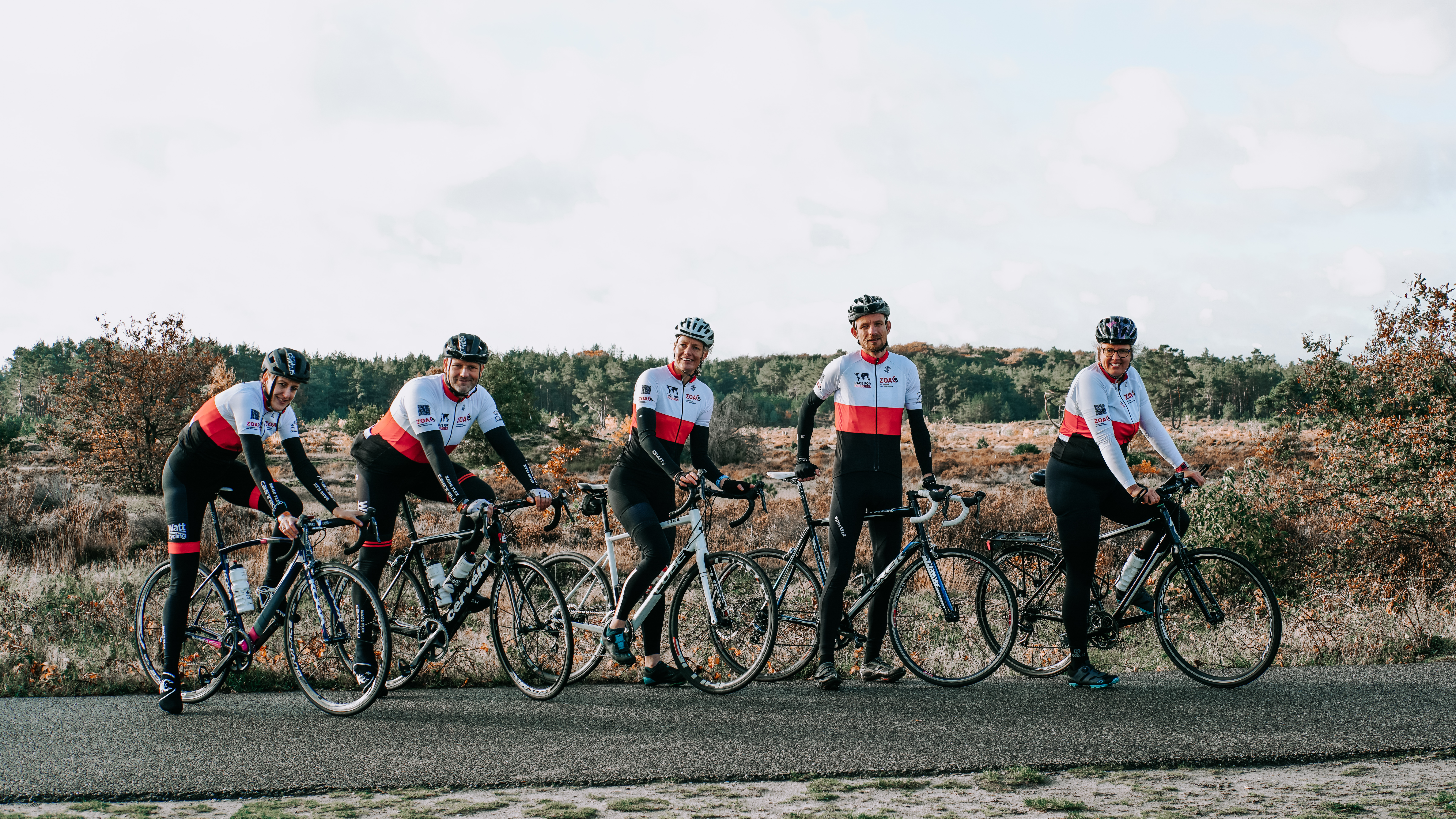
Teilnehmende des Race for Refugees von ZOA

In Uganda schult die Organisation Lehrkräfte und stellt Lernmaterial für Schülerinnen und Schüler bereit, um einer größeren Anzahl an Kindern den Zugang zur Bildung zu ermöglichen.
Seit 2019 haben die meisten Projekte der Organisation zudem die Covid-19-Aufklärung und Vorbeugung mit aufgenommen.
In Deutschland führt die Organisation vor allem Projekte zur Aufklärung und Stärkung des Bewusstseins für aktuelle Krisen weltweit durch. Im Jahr 2021 veranstaltete die Organisation gemeinsam mit der Stichting ZOA in den Niederlanden das „Race for Refugees“. In einer sportlichen Herausforderung wurden Spenden gesammelt und auf die Situation in den Entwicklungsländern aufmerksam gemacht.